# Loyalty to Loyalty
Albums de Cold War Kids
We Used to Vacation
(2006) Behave Yourself
(2010)

Loyalty To Loyalty est un album du groupe de rock indépendant américain Cold War Kids sorti en 2008 sur le label Downtown. Le titre Something Is Not Right with Me était disponible en téléchargement légal et gratuit, mais en basse qualité, sur le site internet des Cold War Kids, avant la sortie de l'album.
L'accueil critique a été moyen, notamment de la part de Pitchfork, avec une note de 5,1/10.

## Liste des titres
1. Against Privacy - 3:45
2. Mexican Dogs - 3:36
3. Every Valley Is Not a Lake - 3:38
4. Something Is Not Right with Me - 2:22
5. Welcome to the Occupation - 3:21
6. Golden Gate Jumpers - 3:12
7. Avalanche in B - 3:46
8. I've Seen Enough - 2:58
9. Every Man I Fall For - 4:08
10. Dreams Old Men Dream - 4:16
11. On the Night My Love Broke Through - 4:36
12. Relief - 3:02
13. Cryptomnesia - 4:01